# Louis Tewanima
Louis Tewanima (Second Mesa, Arizona, 1888 - Second Mesa, 18 de gener de 1969), també conegut com a Tsökahovi Tewanima i Lewis Tewanima, fou un atleta nord-americà d'ètnia hopi. Estudià a l'escola de Carlisle, on destacà com a atleta, de manera que fou seleccionat per a ser membre de l'equip olímpic d'atletisme estatunidenc. Als Jocs de Londres de 1908 fou 9è a la marató. A les olimpíades d'Estocolm de 1912 va obtenir una medalla de plata en els 10.000 metres, on va córrer descalç. La medalla de plata guanyada el 1912 va ser el millor assoliment dels Estats Units en aquesta prova fins que un altre nadiu americà, Billy Mills, va guanyar la medalla d'or el 1964.

## Millors marques
- 10.000 metres. 32' 06.6" (1912)[3]
- Marató. 2h 52' 42" (1912)[2]